# Ida Fink

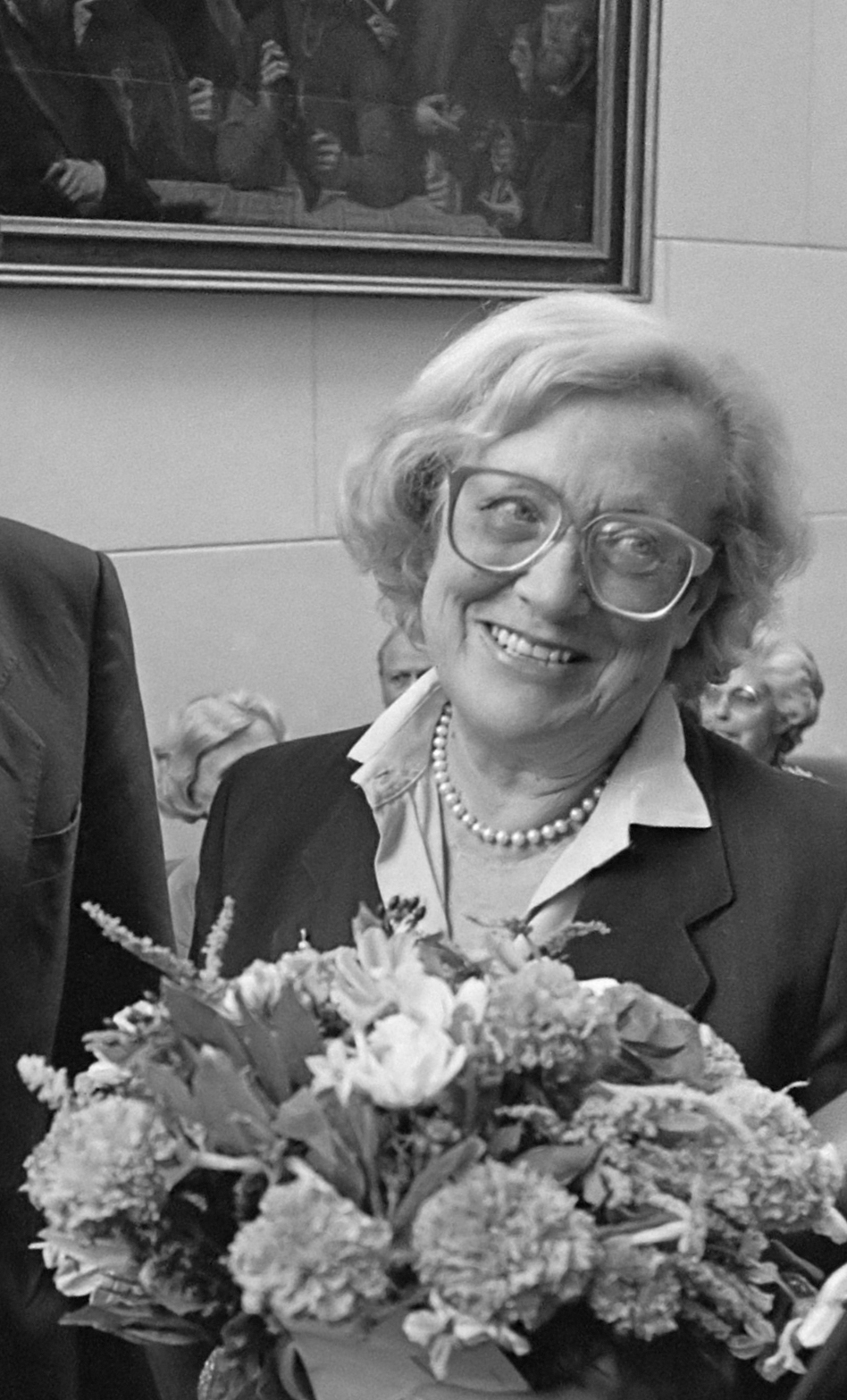
Ida Fink (1985)

Ida Fink, född 1 november 1921 i Zbarazj, död 27 september 2011 i Tel Aviv, var en polsk författare.
Fink studerade vid musikkonservatoriet i Lviv och bodde 1941–1942 i stadens getto, men lyckades fly till den ariska sidan och överleva  andra världskriget med ariska papper som tvångsarbetare för tyskarna. 
Hon var bosatt i Israel från 1957. I sitt författarskap behandlade hon huvudsakligen Förintelsen. År 1985 mottog hon Anne Frank-priset.
På svenska finns av henne Resan (Podróż) i en översättning av Martin von Zweigbergk, 2003.